# Zakpijpen
Zakpijpen (Ascidiacea) zijn een klasse van in zee levende chordadieren. Vanwege hun vorm zijn ze genoemd naar een oude naam voor de doedelzak. Er bestaan zakpijpen die kolonies vormen.

## Kenmerken
Zakpijpen zijn zakvormige manteldieren en hebben een mantel, een dikwandige, bol- of cilindervormige, taaie huls, die bestaat uit een soort cellulose, één in- en uitstroomopening en een kieuwkorf om plankton te filteren.

## Leefwijze
De meesten filteren voedseldeeltjes uit het water door middel van een zeefachtige structuur in de farynxwand. De aanzuiging van water geschiedt via een instroomsifo, dat via een uitstroomsifo de farynx weer verlaat.
Sommige soorten leven solitair, maar velen vormen kolonies, waarin de individuen zijn geplaatst rond een gemeenschappelijke uitstroomsifo. Zulke kolonies kunnen meters hoog of breed worden.
De larven hebben de vorm van kikkervisjes, die een staart met daarin een chorda dorsalis en een holle, dorsale zenuwstreng hebben.

## Verspreiding en leefgebied
Deze klasse komt wereldwijd voor, vastgehecht aan rotsen langs de zeekust en op de zeebodem, terwijl de larven vrij rondzwemmen.

## Taxonomie
- Klasse: Ascidiacea (Zakpijpen)
  - Orde: Aplousobranchia
    - Familie: Clavelinidae
    - Familie: Diazonidae
    - Familie: Didemnidae
    - Familie: Euherdmaniidae
    - Familie: Holozoidae
    - Familie: Placentelidae
    - Familie: Polycitoridae
    - Familie: Polyclinidae
    - Familie: Protopolyclinidae
    - Familie: Pseudodistomidae
    - Familie: Ritterellidae
    - Familie: Stomozoidae
    -  Familie: Vitrumidae

  - Orde: Phlebobranchia
    - Familie: Agneziidae
    - Familie: Ascidiidae
    - Familie: Cionidae
    - Familie: Corellidae
    - Familie: Dimeatidae
    - Familie: Hypobythiidae
    - Familie: Octacnemidae
    - Familie: Perophoridae
    -  Familie: Plurellidae

  -  Orde: Stolidobranchia
    - Familie: Molgulidae
    - Familie: Pyuridae
    -  Familie: Styelidae